# Creedence Clearwater Revival
Creedence Clearwater Revival  (часто користуються скороченнями Creedence або CCR) — американський музичний гурт, популярний в кінці 60-х та на початку 70-х років XX століття. Засновники музичного напрямку кантрі-рок.

## Склад
- Джон Кеймерон Фогерті — гітара, вокал, гармоніка, саксофон, клавішні;
- Том Фогерті — гітара;
- Стюарт Кук — бас-гітара;
- Дуглас Кліффорд — ударні.

## Історія
Почали виступати в 1959 році під назвою Blue Velvets, в 1964 році змінили назву на the Golliwogs та за два роки записали кілька десятків синглів (майже всі увійшли до альбому 1975 року — вже після розпаду).
Назва Creedence Clearwater Revival — часто використовувалось офіційне скорочення CCR — з'явилась в 1967 році. Значною подією став виступ CCR на фестивалі у Вудстоці літом 1969 року.
Свого творчого піка гурт досяг в 1970 році, записавши альбом «Cosmo's Factory», котрий став четвертою «платиновою» платівкою в репертуарі CCR.
У січні 1971 року гурт залишив Том Фогерті, і музиканти втрьох здійснили гастрольне турне, наслідком якого став запис платівки Live In Europe (була видана 1973 року). У жовтні 1972 року CCR розпались, але перевидання їхніх платівок продовжується й досі. Як вважають відомі американські музичні оглядачі, саме CCR винайшли кантрі-рок.
Джон Фогерті записав кілька сольних платівок ще в сімдесяті, але успіху вони не мали. Другої молодості музикант набув в середині 80-х, випустивши два сольних альбоми «Certified» та «Eye of the Zombie» — обидва стали «платиновими». Здавалося, Джон нарешті знайшов свій власний почерк. Усі чекали продовження переможної серії, однак затяжний судовий процес з фірмою грамзапису став перешкодою його прогресові.
Кліффорд і Кук у середині 70-х входили до складу гурту Дона Гаррісона.

## Дискографія
«Bad Moon Rising» з альбому «Green River»ⓘ
- Creedence Clearwater Revival — Fantasy, 1968
- Bayou Country — Fantasy, січень 1969
- Green River — Fantasy, 1969
- Willy and the Poor Boys — Fantasy, 1969
- Cosmo's Factory — Fantasy, 1970
- Pendulum — Fantasy, 1970
- Mardi Gras — Fantasy, 1972
- Live in Europe (1973) (концертний альбом)
- Pre-Creedence (1975)
- The Concert (концертний альбом, записано в Oakland Coliseum 31 січня 1970) (1980)
- Reedlections — Varese, 1998, як Creedence Clearwater Revisited (подвійний концертний CD)
- Bad Moon Rising: The Best Of Creedence Clearwater Revival (2003)